# 萨穆-拉玛特
薩穆-拉瑪特（Sammu-ramat，前8世紀）是亞述的一位傳奇女王。沙姆希阿达德五世死后，她短期摄政，后由儿子阿达德尼拉里三世继承， 有很多關於她的傳說在歐洲廣泛流傳。

## 賽米拉米斯
薩穆-拉瑪特據說可能是亞述的傳說人物賽米拉米斯的原型，或者賽米拉米斯的故事其實是反映了薩穆-拉瑪特的傳說，不過這種說法是有爭議的。另一種說法是，薩穆-拉瑪特在死後取得了「塞米拉米斯」的頭銜。